# Стратегия экологической безопасности Российской Федерации на период до 2025 года
Стратегия экологической безопасности Российской Федерации на период до 2025 года — документ стратегического планирования в сфере обеспечения национальной безопасности Российской Федерации, определяющий основные вызовы и угрозы экологической безопасности, цели, задачи и механизмы реализации государственной политики в сфере обеспечения экологической безопасности. Документ утвержден Указом Президента Российской Федерации от 19.04.2017 г. № 176 и вступил в силу со дня его подписания.

## Правовая основа
Как отмечается в преамбуле документа, правовую основу Стратегии составляют Конституция Российской Федерации, Федеральный закон от 28 июня 2014 г. № 172-ФЗ «О стратегическом планировании в Российской Федерации» и другие федеральные законы, Указ Президента Российской Федерации от 31 декабря 2015 г. N 683 «О Стратегии национальной безопасности Российской Федерации», Основы государственной политики в области экологического развития Российской Федерации на период до 2030 года, утвержденные Президентом Российской Федерации 30 апреля 2012 г., и иные нормативные правовые акты Президента Российской Федерации.

## Основные положения
Как отметил в интервью журналу «ВВП» секретарь Совета Безопасности РФ Николай Патрушев (апрель 2016 года), «По поручению Президента РФ заинтересованные органы исполнительной власти приступили к подготовке проекта новой Стратегии экологической безопасности Российской Федерации на период до 2025 года. Планируется, что она будет принята уже в текущем году. Разработка Стратегии находится на контроле аппарата Совета Безопасности». При этом проект Стратегии, разработанный по поручению Президента Российской Федерации во исполнение решения Совета Безопасности Российской Федерации был размещён на федеральном портале проектов нормативных правовых актов regulation.gov.ru, где прошел широкую процедуру общественного обсуждения.
«В проекте Стратегии предусматривается внедрение наилучших доступных технологий на предприятиях, которые сегодня являются основными загрязнителями окружающей среды, — рассказал об основных положения документа секретарь Совбеза. — В результате этого предполагается значительно снизить уровень загрязнения атмосферного воздуха, объем сброса неочищенных сточных вод, а также уменьшить образование отходов производства и потребления». По словам Патрушева, «Успех реализации мероприятий по внедрению наилучших доступных технологий на отечественных предприятиях будет зависеть от четкого функционирования системы взаимодействия между всеми уровнями исполнительной власти, научно-исследовательскими структурами, субъектами хозяйственной деятельности, гражданами и общественными организациями». Также в рамках стратегии предполагается активизировать проведение научных исследований в области охраны природы и способствовать созданию и развитию системы экологических фондов. В документ также заложено проведение стратегической экологической оценки проектов и программ развития, создание системы экологического аудита.
В новой стратегии предлагаются методы решения экологических проблем в России на федеральном, региональном, муниципальном уровнях с целью обеспечения экологической безопасности. Заявлено о неблагоприятной экологической ситуации в стране. «Состояние окружающей среды РФ, где сосредоточены большая часть населения страны и наиболее продуктивные сельскохозяйственные угодья (составляет около 15 % территории страны), оценивается как неблагополучное по экологическим параметрам»,— говорится в пояснении к указу. Итогом принятой стратегии должна стать реализация государственной политики в сфере обеспечения экологической безопасности.

## Дальнейшая реализация и перспективы
29 мая 2019 года российское правительство утвердило Распоряжение № 1124-р, внесенное Минприроды России во исполнение Указа Президента России от 19 апреля 2017 года № 176 «О Стратегии экологической безопасности Российской Федерации на период до 2025 года». Подписанным распоряжением утверждён план конкретных мероприятий, установлены сроки их реализации, определены ответственные исполнители
План включает 18 разделов, связанных в том числе с развитием системы эффективного обращения с отходами производства и потребления, созданием индустрии утилизации отходов и их повторного применения. Согласно Распоряжению, предполагается, что отходы производства и потребления, используемые в качестве вторсырья, получат особый правовой статус.
Срок исполнения установлен на 2019—2025 гг. В числе плановых мероприятий — строительство и модернизация очистных сооружений, в том числе с использованием технологий, снижающих объём и массу выбросов веществ, загрязняющих атмосферу и гидросферу. Помимо этого намечена реализация комплекса мер по сокращению рисков возникновения аварий на производственных объектах и чрезвычайных ситуаций техногенного характера, а также по ликвидации последствий воздействия на окружающую среду и восстановлению загрязненных территорий и акваторий.